# Tapado esmeraldeño
El tapado o tapao'  es un plato típico de la gastronomía afroecuatoriana de Esmeraldas. Consiste en un caldo, aromatizado con chillangua, chirarán, orégano y cebolla, con plátano verde y, dependiendo de la variación que se desee preparar, puede acompañarse con carne de res, cerdo, pollo o pescado. Se suele servir junto con arroz y cebolla encurtida con limón. La olla de su preparación necesariamente debe estar tapada con hojas de plátano.

## Historia
Tras la instauración de la esclavitud en América en el siglo XV y XVI, el pueblo afro debió valerse de sus propios medios y recursos para subsistir y alimentarse. Según cuenta la historia, tras no poder usar especias de comercio, se instauraron en la profundidad de la selva para encontrar plantas aromáticas. De esta manera encuentran la chillangua o culantro cimarrón, especia base para la preparación del tapado. Además de plantaciones de plátano verde.
Por el libre acceso que tenían al mar y ríos, pueden lograr pescar para poder alimentarse. Además, al no contar con acceso a una cocina, simplemente usaban una olla que nunca tenía tapa para preparar todas sus comidas. De esta manera nace el tapado. Todas las especias y carnes que encontraban se mezclaban en una sola olla y se tapaban con hojas de plátano, que al final le daría su sabor característico.
El tapado inicialmente solo se preparaba con pescado. Luego, con la intromisión de los patrones o jefes de la época, en la cocina afro se logró incluir carnes como res, cerdo, chorizo o huevo.

## Características
La base del caldo es la chillangua, una especia silvestre. Además, las carnes en su mayoría de ocasiones se ahuman previo a su cocción, dando un sabor característico a la comida. Finalmente, el tapar la olla con hojas de plátano, como en sus inicios, es el detalle que le otorga el sabor y nombre al plato.

## Variaciones de tapado

### Tapado de pescado
Se basa en un caldo aromatizado con chillangua, chirarán y orégano, con una sofrito de cebolla colorada, ajo, tomate y pimiento. Se cocina con plátano verde y se incluye pescado, sea seco de mar o pescado de río. Suele acompañarse de arroz y cebolla encurtida con limón.

### Tapado de pollo
Presenta los mismos ingredientes que la variación de tapado de pescado, a diferencia que se modifica el pescado por carne de pollo ahumado.

### Tapado de cerdo
Presenta los mismos ingredientes que la variación de tapado de pescado, a diferencia que se modifica el pescado por carne de cerdo ahumada.

### Tapado arrecho
Es el tapado más solicitado y preparado. Presenta el mismo caldo base y acompañantes. La diferencia radica en la mezcla exótica de carnes que ofrece, carne de cerdo ahumada, carne de pollo ahumada, carne de pescado ahumado y en ocasiones suele incluirse mariscos como camarones, mejillones o conchas. Además, se incluye chorizo picante y huevo cocinada. Al igual que los anteriores, suele acompañarse con arroz y cebolla encurtida.